# HV Hercules '81
Hercules'81 is een Nederlandse handbalvereniging uit het Limburgse Reuver. De club is ontstaan uit de gymnastiekvereniging Hercules’03 in 1981. Tot 1987 was Hercules'81 nog deel van de gymnastiekvereniging, vanaf 24 april 1987 kreeg het haar eigen statuten en is er spake van een zelfstandige handbalvereniging.
Sinds 2012 werkt Hercules '81 samen met HV Eksplosion '71 op het gebied van seniorenteams en enkele jeugdteams. Deze teams spelen sindsdien onder de naam Klaverblad Eksplosion'71/Hercules'81.